# Angelin Geiselmayer
Angelin Geiselmayer OCD  (* 29. Juli 1744 in Salzburg; † 12. Juli 1786) war ein römisch-katholischer Ordensgeistlicher und Apostolischer Vikar des Großmogulenreichs.

## Leben
Joseph Jakob Geiselmayer, Ordensname Angelinus vom hl. Josef, Sohn eines Glasers aus Salzburg, trat in das Linzer Kloster der Unbeschuhten Karmeliten ein und legte am 10. August 1761 gemeinsam mit seinem älteren Bruder Thaddäus Pankratius (Br. Vinzenz vom hl. Laurentius) sein Ordensgelübde ab. Die Primiz feierte er am 15. Oktober 1767 und wurde dann in die Mission auf die Insel Bombay entsandt.
Am 12. August 1785 wurde er zum Titularbischof von Anthedon und zum Apostolischen Vikar des Großmogulenreichs mit Sitz in Bombay ernannt. Die Bischofsweihe spendete ihm am 19. Februar des darauffolgenden Jahres in Lissabon der päpstliche Nuntius in Portugal, Kardinal Vincenzo Ranuzzi. Königin Maria Franziska ließ ihm zu dieser Gelegenheit eine kostbare Mitra und einen Bischofsstab zustellen.
Bischof Geiselmayer reiste zwar zurück nach Indien, trat sein Amt aber nicht an, denn er starb schon am 12. Juli 1786, noch auf der Reise.